# Падарин, Николай Михайлович
Николай Михайлович Падарин (псевдоним Волжин; 1867—1918) — российский драматический актёр.

## Биография
Родился и вырос в Вятской губернии, дата его рождения 28 апреля (10 мая) 1867 года.
Взяв псевдоним Волжин, он начал сценическую деятельность в театрах Поволжья. Однако в дальнейшем работал под настоящей фамилией.
Поступил на драматические курсы при Московском театральном училище (класс А. П. Ленского), по их окончании в 1892 году был принят в московскую драматическую императорскую труппу (Малый театр), где прослужил до конца жизни. Правда, на один театральный сезон, сразу после первого года службы, в 1893—1894 гг. Николай Подарин был переведён на императорскую петербургскую сцену в Александринский театр, после чего вновь вернулся в Московский Малый театр. Всего на сцене Малого театра им было сыграно более 110 ролей.
Это было время кризиса классического театра, ухода от академических сценических решений, поиска новых театральных форм. По всей стране появлялись театральные студии. Однако императорские труппы продолжали работать в сложившихся традициях. Но всё же сознавая неотвратимость театрального кризиса и пытаясь создать актёрские места для не занятой в постановках молодёжи разросшихся трупп императорских Большого и Малого театров, в 1898 году Дирекцией Императорских театров был открыт филиал Малого театра, для чего арендован бывший Шелапутинский театр. Новый театр получил название «Новый театр», а возглавлял его А. П. Ленский. Современный адрес помещения: Театральная площадь, д. 2. Однако ожиданий эта молодёжная труппа не оправдала. Революционно настроенная страна сметала старые классические представления обо всем, в том числе и театральном искусстве. В 1907 году Новый театр был упразднён. Какое-то время театр пробовал возглавлять другой режиссёр Малого театра князь А. И. Южин, но и у него ничего путного не вышло. Тем не менее за короткое время существования Новый театр позволил проявить себя молодым начинающим талантливым актёрам, среди которых был Николай Михайлович Падарин, работавший всё это время на двух сценах? и в самом Малом театре, и в его филиале. Кроме того, сцена филиала дала ему возможность попробовать себя в режиссуре, там он поставил первые свои спектакли, одновременно продолжая актёрскую деятельность. Страница сайта Малого театра также уверяет, что на сцене Нового театра Падарин поставил три спектакля (в 1906, 1910 и 1911 гг.). Однако репертуарные страницы того же сайта называют только первый спектакль (11 января 1906 «Для счастья» по пьесе С.Пшибышевского) поставленным в Новом театре. Две другие постановки там не могли пройти дирекция императорских театров к тому времени прекратила его аренду. В 1909 г. помещение арендовал К. Н. Незлобин, перенеся свою антрепризу в Москву, сейчас в этом здании находится Российский академический молодёжный театр (РАМТ).
С 1904 года Падарин был определён в должности очередного режиссёра Малого театра и включён в состав режиссёрского совета, в который входили: А. М. Кондратьев, И. С. Платон, А. П. Ленский, А. И. Южин, О. А. Правдин, А. К. Ильинский, А. А. Федотов и Н. М. Падарин.
Падарин был одним из лучших исполнителей характерных и бытовых ролей, обладал большим драматическим темпераментом.
Занимался педагогической деятельностью.
Осенью 1914 года актриса Малого театра А. А. Матвеева открыла свою драматическую школу: несмотря на начавшуюся войну, артистическая жизнь в Москве продолжалась. Это было просторное помещение бывшей Адашевской школы, оно занимало целый этаж большого дома Фабрициуса на Арбатской площади. Педагогами были приглашены артисты Малого театра, в том числе Падарин. Об ученичестве у Падарина рассказывала младшая сестра А. А. Матвеевой, ученица школы, будущая актриса Малого театра Н. А. Белёвцева в мемуарной книге «Глазами актрисы»: "…на моем курсе преподавали Падарин и И. Н. Худолеев. Третьим преподавателем был И. Н. Певцов, тогда ещё только начинавший свою блестящую карьеру в Москве. Итак, три преподавателя и все трое совершенно различные по своим приёмам, по своим методам.
Николай Михайлович Падарин требовал от учеников только чувства, только искренности, только правды, на всё остальное он закрывал глаза. Он был абсолютно равнодушен к форме. Сядет, бывало, и вытягивает из нас «чувство»: расскажет вначале, какое должно быть впечатление от данной сцены, а потом если слышит в исполнении студийцев фальшь, лицо его делается до того безразличным, что невольно человек останавливается и не идёт дальше. Если же у ученика прорвётся хоть одна живая нота, глаза его улыбаются, нередко на них выступают слёзы.
Много позже он преподавал сценическое искусство в Московской консерватории.
Круг интересов Николая Михайловича Падарина был весьма обширен. Он был не чужд и политической активности, и общался со многими выдающимися людьми своего времени: дружил с Шаляпиным, переписывался с Собиновым, даже немного работал со Станиславским, был знаком с Ульяновым-Лениным. Однако политических убеждений главного вождя революции явно не разделял — Падарин состоял в партии кадетов.
Умер в 1918 году. Похоронен на Ваганьковском кладбище (19 уч.).

## Творчество

### Постановки в театре
- 1906 — «Для счастья» С. Пшибышевского. Пер. А. М. и С. П. Ремизовых. (Новый театр)
- 1910 — «В старые годы» И. В. Шпажинского
- 1911 — «Гроза» А. Н. Островского (премьера 27 января[5])

### Роли в театре
- 1892 — «Ревизор» Н. В. Гоголя — Осип
- 1892 — «Перекати-поле» П. П. Гнедича — Кулак
- 1892 — «Свои люди сочтёмся» А. Н. Островского — Большов
- 1893 — «Жрица любви» E. Карпова — журналист
- 1894 — «Золото» В. И. Немировича-Данченко
- 1894 — «Бешеные деньги» А. Н. Островского — Васильков
- 1895 — «Пучина» А. Н. Островского. Режиссёр: А. П. Ленский — Боровцов
- 1895 — «Женитьба» Н. В. Гоголя. Режиссёр: А. П. Ленский — Подколесин
- 1896 — «Каширская старина» Д. В. Аверкиева. Режиссёр: А. П. Ленский — Коркин
- 1896 — «На всякого мудреца довольно простоты» А. Н. Островского. Режиссёр: А. П. Ленский — Крутицкий
- 1896 — «Цена жизни» В. И. Немировича-Данченко — Демурин
- 1897 — «Джентльмен» А. И. Сумбатова — газетчик
- 1897 — «Горячее сердце» А. Н. Островского. Режиссёр: А. П. Ленский — Курослепов
- 1897 — «Бедность не порок» А. Н. Островского. Режиссёр: А. П. Ленский — Любим Торцов
- 1898 — «Лес» А. Н. Островского. Режиссёр: А. П. Ленский — Несчастливцев (Новый театр)
- 1898 — «Василиса Мелентьева» А. Н. Островского и С. А. Гедеонова — Воротынский
- 1898 — «От преступленья к преступленью» В. А. Крылова. Режиссёр: А. М. Кондратьев
- 1898 — «Идеальная жена» М. Прага. Режиссёр: А. М. Кондратьев
- 1898 — «Медведь» А. П. Чехова.
- 1899 — «Идиот» В. А. Крылова и С. Сутугина (О. Г. Этингера) по Достоевскому — Рогожин
- 1899 — «Женитьба Фигаро» Бомарше. Режиссёр: А. П. Ленский — Антонио (Новый театр)
- 1900 — «Мещанин во дворянстве» Мольера — Журден (Новый театр)
- 1900 — «Накипь» П. Д. Боборыкина. Режиссёр: О. А. Правдин
- 1901 — «Воспитатель Флаксман» О. Эрнста. Пер. с нем. Э. Э. Матерна. Режиссёр: А. М. Кондратьев — инспектор Прелль
- 1901 — «В глуши» М. Дрейра. Пер. А. А. Веселовской. Режиссёр А. М. Кондратьев — Франц
- 1902 — «Кориолан» Шекспира. Режиссёр: А. П. Ленский — Брут
- 1902 — «Горе от ума» А. С. Грибоедова. Режиссёр: А. И. Южин — Скалозуб
- 1904 — «Первая ласточка» В. А. Рышкова. Режиссёр: А. М. Кондратьев — Андрей Ухватов
- 1904 — «Красная мантия» Э. Брие. Пер. с фр. А. А. Федотова. Режиссёр: А. К. Ильинский — Эчепар
- 1904 — «Рабы» И. С. Платона. Режиссёр: И. С. Платон — купец Шерстобитов
- 1905 — «Авдотьина жизнь» С. А. Найденова. Режиссёр: И. С. Платон — Герасимов
- 1906 — «Никудышники и солидные люди» М. Северной. Режиссёр: И. Н. Худолеев
- 1908 — «Холопы» П. П. Гнедича. Режиссёр: Н. А. Попов — Веточкин (в очередность с С. А. Головиным)
- 1908 — «Просители» М. Е. Салтыкова-Щедрина. Режиссёр: Н. А. Попов — Живновский
- 1909 20 марта В память 100-летия со дня рождения Н. В. Гоголя. «Литературно-музыкальный вечер в трех отделениях». В первом отделении среди прочего чтение отрывка из «Страшной мести» Н. М. Падариным
- 1909 — «Дмитрий Самозванец и Василий Шуйский» А. Н. Островского. Режиссёры: И. С. Платон и С. В. Айдаров — Калачник
- 1909 — «Бедная невеста» А. Н. Островского. Режиссёр: С. В. Айдаров — Беневоленский
- 1910 — «Грех да беда на кого не живет» А. Н. Островского — Краснов
- 1910 — «Старый обряд» А. Н. Будищева. Режиссёр: Е. А. Лепковский
- 1910 — «Поле брани» И. Колышко. Режиссёр: С. В. Айдаров
- 1911 — 19 февраля Праздничный спектакль-концерт по случаю 50-летия Крестьянской Реформы 1861 года. Отрывок из рассказа «Смерть» И. С. Тургенева читал Н. М. Падарин[5]
- 1911 — «Грань» Н. И. Тимковского. Режиссёр: И. С. Платон — Дмитрий Претуров
- 1912 — «Двенадцатый год» А. И. Бахметьева. Режиссёры С. В. Айдаров и И. С. Платон — генерал Ермолов
- 1912 — «Ассамблея» П. Гнедича. Режиссёр: И. С. Платон — Зотов
- 1912 — «Профессор Сторицын» Л. Андреева. Режиссёр: Е. А. Лепковский — Сторицын
- 1912 — «История одного брака» В. Александрова. Режиссёр: С. В. Айдаров
- 1913 — «Козьма Захарьич Минин-Сухорук» А. Н. Островского. Режиссёр: Е. А. Лепковский — Минин

## Критика о Н. М. Падарине
Талант Николая Падарина отмечали А. П. Чехов (переписка с Т. Л. Щепкиной-Куперник)), театроведы В. П. Преображенский и Н. Е. Эфрос (Эфрос Н., Н. М. Падарин, «Рампа и жизнь», 1918. 13. с. 5-6).
Н. Г. Зограф в книге «Малый театр в конце XIX — начале XX века» пишет: 

"В пьесе современного драматурга E. Карпова «Жрица любви» (1893) молодой Падарин с успехом играл эпизодическую роль журналиста. «У него несколько слов, писал критик, но от тона речи, ото всей фигуры его получалось впечатление такой вульгарной тупости, чего-то нравственно неопрятного, наглого, трусливого, и в то же время шустрого и проворного, что можно было залюбоваться» (Ю. Николаев (Ю. Н. Говоруха-Отрок) «Театральная хроника» «Московские ведомости», 11 апреля 1893 года)".
«Бесспорно даровитый комик-резонер, прекрасный на роли купцов в комедиях Островского — так оценивали Николая Михайловича Падарина на экзаменационном спектакле. Актёр хорошо воспроизводил внешние хара́ктерные особенности роли, её бытовой колорит. Без излишних подчеркиваний, при внешней простоте игры он находил интонации и мимику, удачно передающие комизм Подколесина. Но в ролях, требующих драматических моментов, порывистых или трогательных он был суховат. Так, в Коркине („Каширская старина“), великолепно раскрывая его самодурство, хитрость, чванливость, он не захватывал зрителя в сценах горячего отцовского чувства. „Тут, писал Преображенский, может быть отчасти является причиной голос артиста, сильный и громкий, но суховатый, не гибкий, не поддающийся тем разнообразным модуляциям, которые являются голосом сердца или страсти. Но мне кажется, что дело не в одном голосе, а в темпераменте артиста, и что его настоящий удел характер, а не страсти, комедия, а не драма“ (В. П. Преображенский) „Два утренника в Малом театре“. „Семья“, 1896, 41)».